# Белок p66Shc
p66Shc — одна из изоформ белка SHC1, участвующая в регуляции клеточного уровня активных форм кислорода (АФК), индукции апоптоза и продолжительности жизни. Характерена исключительно для позвоночных животных: он присутствует, например, у шпорцевой лягушки и млекопитающих, но отсутствует у дрозофилы и нематоды.
В 1999 году впервые было показано, что единичная мутация в CH2-домене приводит к повышению продолжительности жизни у мышей. Таким образом, p66Shc является редким примером гена старения в млекопитающих.

## Ген

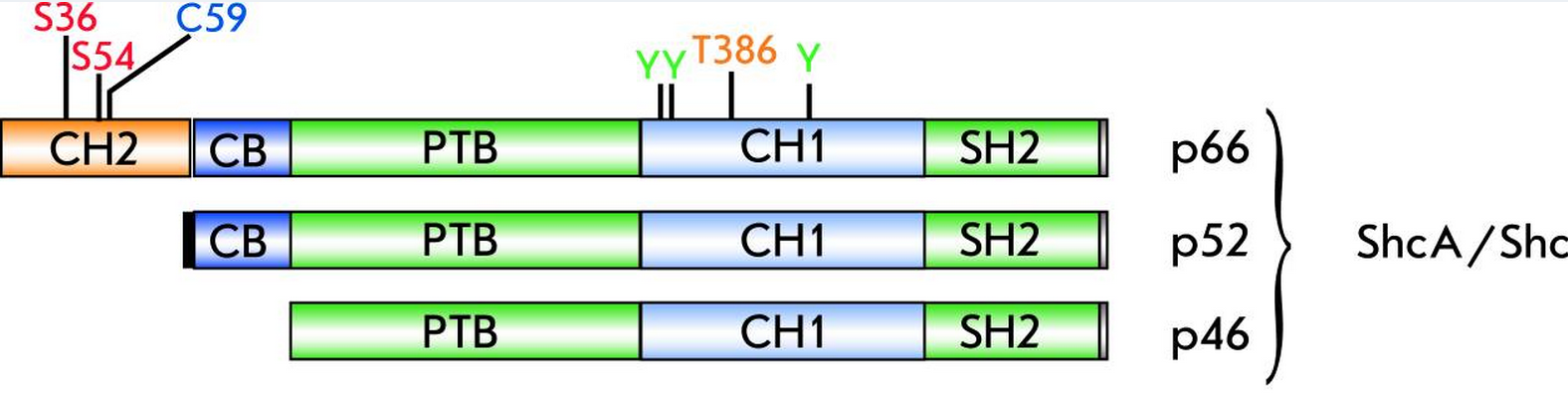
Доменная организация белков, кодируемых геном SchA.

Белок p66Shc - одна из трёх изоформ белка SHC1. Все три изоформы содержат N-концевой фосфотирозин-связывающий (PTB) домен и С-концевой SH2 (Src homology 2) домен, которые разделены глицин/пролин богатым доменом CH1 (Collagen Homology 1). От двух других изоформ – p46Shc и p52Shc – p66Shc отличается наличием дополнительного глицин/пролин богатого домена CH2 на N-конце полипептидной цепи. Изоформы p53Shc и p66Shc имеют также CB (cytochrome binding) домен.
Экспрессия всех изоформ контролируется разными промоторами. Изоформы p52Shc и p46Shc экспрессируются во всех клетках организма. p66Shc экспрессируется везде за исключением линии гематопоэтических клеток.

## Структура
Белок состоит из 583 аминокислот, являясь самой тяжёлой из трёх изоформ SHC1 (66 кДа).
И PTB, и SH2 домены связываются с фосфорилированным тирозином, находящимся в специфической короткой белковой последовательности. Для PTB специфичность определяется N-концевыми аминокислотными остатками, смежными с фосфотирозином, а для SH2 - C-концевыми.
CH1 домен содержит три ключевых остатка - Y239, Y240 и Y317, которые фософорилируются под действием различных трансмембранных рецепторов.
Тирозины CH2 домена не подвергаются фосфорилированию. При окислительном стрессе фосфорилированию подвергается остаток S36 этого домена.
Остатки E125, E132, E133, W134 и W148 домена CB участвуют в связывании цитохрома с.

## Функции

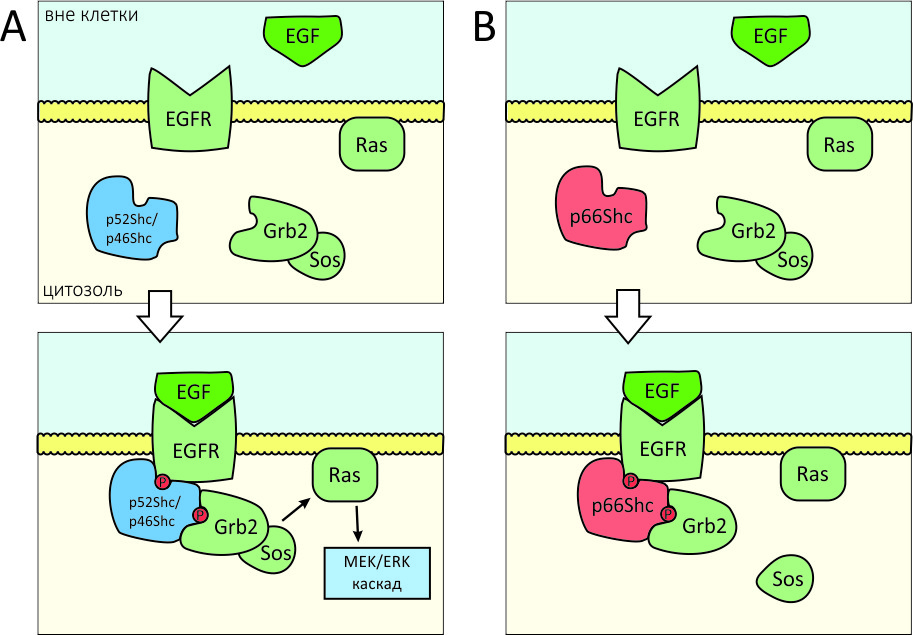
Схема участия белков Shc в ответе на митогенные сигналы. А - для изоформ p52Shc и p46Shc, В - для изоформы p66Shc.

### Регуляция ответа на митогенные сигналы
p66Shc участвует в негативной регуляции (глушении) сигналов к запуску митоза.
Изоформы p46Shc и p52Shc участвуют в запуске MEK (MAPK-ERK Kinase)/ERK (Extracellular-signal Regulated Kinase) каскада. Связавшись с фактором роста, рецептор EGFR фосфорилируется, что вызывает привлечение и фосфорилирование белков p46Shc и p52Shc. Затем к этому комплексу присоединяются белки Grb2 и Sos, что через белок Ras запускает MEK/ERK каскад.
p66Shc также способен связывать Grb2, но такой комплекс является неактивным из-за диссоциации Sos, что останавливает активацию каскада МЕК/ERK.

### Регуляция клеточного уровня активных форм кислорода (АФК)
На данный момент известно несколько механизмов регуляции уровня АФК с участием p66Shc.

#### Активация NADPH-оксидазы
Как упоминалось выше, фосфорилированная форма p52Shc связывается с Grb2. Обычно Grb2 находится в комплексе с белком Sos, но связывание с p66Shc разрушает этот комплекс. Высвободившийся Sos связывается с белками Eps8/E3b1, и такой комплекс активирует малую ГТФазу Rac-1, что в свою очередь активирует NADPH-оксидазу и запускает генерацию АФК .

#### Подавление экспрессии генов устойчивости к окислительному стрессу
При окислительном стрессе происходит p66Shc-зависимая активация серин/треонин киназы Akt, которая фосфорилирует и инактивирует транскрипционные факторы семейства FOX (например, Foxo3a). Это приводит к понижению уровня экспрессии генов устойчивости к окислительному стрессу, например, глутатион пероксидазы 1, MnSOD и REF-1. В клетках с мутантным р66Shc уровень фосфорилирования транскрипционного фактора не меняется после обработки перекисью или ультрафиолетом.

#### Генерация перекиси водорода в митохондриях
Часть клеточного p66Shc располагается в митохондриях. Данные о клеточной локализации p66Shc варьируют – по результатам различных исследований в митохондриях может находиться от 10 до 44% всего р66Shc .
При окислительном стрессе активируется PKCβ2 и индуцирует фосфорилирование р66Shc по остатку S36. Такой р66Shc узнаётся пептидил-пролил-изомеразой Pin1, изомеризуется, и в таком виде дефосфорилируется серин-треонин-фосфатазами типа 2 и импортируется в митохондрии . Там, согласно довольно распространённой на сегодняшний день модели, он может проявить свою оксидоредуктазную активность: p66Shc окисляет цитохром c, забирая восстановительные эквиваленты и отдавая их кислороду. Неполное восстановление кислорода приводит к образованию АФК.

### Запуск апоптоза

#### Митохондриальный запуск апоптоза
Перемещение р66Shc в митохондрии можно стимулировать различными проапоптозными факторами. Последующее повышение концентрации перекиси водорода в митохондриях ведёт к сборке мультисубъединичного комплекса, образующего пору в наружной мембране митохондрии. Через отверстие в мембране цитохром с и другие митохондриальные белки попадают в цитоплазму, что приводит к запуску апоптоза .
Исследования отдельного CH2-CB домена показали, что он существует в двух формах: в восстановленной принимает вид димера, а в окисленной - тетрамера. Проапоптотической активностью обладает только тетрамрная форма. Это позволило предположить новую модель запуска апоптоза  р66Shc. В нормальных условиях тетрамерная форма восстанавливается антиоксидантами, но в условиях окислительного стресса эта система не справляется. Окисленная форма начинает продуцировать АФК, что в итоге приводит к апоптозу .

#### Связь с опухолевым супрессором р53
В зависимости от поступившего стимула, белок p53 может останавливать клеточный цикл либо запускать апоптоз. Показано, что в процессе запуска апоптоза р66Shc лежит ниже по каскаду р53: при повышении экспрессии р53 уровень апоптоза в клетках растёт, но этого не происходит в клетках с мутантным р66Shc. При этом р66Shc не влияет на р53-опосредованный клеточный арест: небольшая доза перекиси водорода одинаково останавливает клеточный цикл и в обычных клетках, и в клетках с нокаутированным р66Shc .

## Роль в процессе старения
В 1999 году впервые было проведено исследование, продемонстрировавшее связь p66Shc с продолжительностью жизни. В этом исследовании были обнаружены некоторые важные свойства белка р66Shc:
- Было показано повышение устойчивости к индуцируемому перекисью или ультрафиолетом апоптозу в клетках с мутантной формой р66Shc (мутация в СН2-домене).
- Был обнаружен сайт фосфорилирования в CH2-домене (серин-36), который модифицируется при воздействии на клетки перекисью или ультрафиолетом. Фосфорилирование этого остатка необходимо для запуска апоптоза в ответ на окислительный стресс. Устойчивость к окислительному стрессу была продемонстрирована и in vivo. Мыши с мутантной формой р66Shc жили значительно дольше, чем мыши дикого типа, при регулярных инъекциях проапоптозного агента параквата.
- Также было показано, что мыши, мутантные по р66Shc, живут дольше мышей дикого типа. Для эксперимента было взято 14 мышей дикого типа, 8 гетерозигот по мутантной форме р66Shc и 15 гомозигот-мутантов. После 28 месяцев умерли все мыши дикого типа, выжило 3/8 гетерозигот и 11/15 гомозигот по мутации в р66Shc. Сравнение кривых дожития показало значимые отличия в продолжительностях жизней немутантных и мутантных гомозиготных мышей. При этом у мутантных мышей не было найдено никаких видимых дефектов.

После этой работы р66Shc начали считать геном старения (то есть геном, мутации в котором могут продлить жизнь). Эта позиция хорошо согласуется с влиянием р66Shc на уровень внутриклеточных АФК и регуляцию апоптоза.
Поскольку нокаут гена р66Shc приводит к повышению продолжительности жизни мышей в лабораторных условиях без видимых отклонений в развитии и без потери фертильности, встаёт вопрос функциональной значимости белка: почему он был отобран эволюцией? Было проведено исследование, в котором 3 группы мышей (дикого типа, гетерозиготных и гомозиготных по мутации в р66Shc) на один год были помещены в природные условия обитания на биологической станции "Чистый лес" в Тверской области. Там мыши испытывали конкуренцию за ресурсы, перепады температуры, нападения хищных птиц. В природных условиях мутация в р66Shc находилась под сильным отрицательным отбором. Гомозиготные по мутации мыши постепенно элиминировались из популяции, поскольку испытывали проблемы с терморегуляцией, накоплением жира, размножением (повышалась частота материнского каннибализма). Эти наблюдения дают возможность предположить важную роль белка р66 в метаболизме энергии и объясняют отбор на его функциональность в ходе эволюции.
В 2003 году было также высказано предположение о корреляции между уровнем метилирования промотора р66Shc и продолжительностью жизни. Промотор р66Shc очень богат GC-парами; как известно, степень метилирования промотора коррелирует с уровнем экспрессии гена. Было выдвинуто предположение, что различия в продолжительности жизни обусловлены разным уровнем метилирования промотора р66Shc в разных особях.
Однако в 2013 вышла работа, ставящая под сомнение господствовавшее 15 лет общепринятое мнение. Поводом для этой работы послужил тот факт, что в работе 1999 года использовалось всего 15 мутантных мышей. При такой маленькой выборке каждое животное оказывает большое влияние на кривую дожития. В работе 2013 года выборка была расширена до 50 особей; групп мышей было 4: дикий тип с 5% или 40% ограничением калорийности питания и мутантные мыши с 5% или 40% ограничением калорийности питания. Анализ полученных кривых дожития не выявил значимых различий между мышами дикого типа и мутантами по р66Shc. Тем не менее, 70-перцентиль кривой оказался значимо больше в мутантных мышах с 40% диетой, чем в мышах дикого типа. Это может говорить о том, что несмотря на отсутствие влияния р66Shc на скорость старения, белок влияет на заболевания, связанные с возрастом, и в некоторых условиях, возможно, на продолжительность жизни. Например, было показано, что нокаут гена р66Shc снижает частоту преждевременных смертей у мышей, страдающих ожирением.

## Связь с некоторыми заболеваниями
Влияние р66Shc на развитие болезней, связанных с уровнем АФК и апоптозом, изучалось во многих работах. Ниже приведены результаты нескольких работ по этому направлению.
- С возрастом снижается эффективность эндотелий-зависимой релаксации стенок кровеносных сосудов, возрастает уровень супероксида О2- в артериях, что приводит к снижению уровня и биодоступности оксида азота NO - мощного вазодилататора. Эксперименты на мышах показали, что нокаут гена р66Shc предотвращает развитие всех этих процессов, таким образом препятствуя развитию возрастной эндотелиальной дисфункции[16].
- Гиперхолестеролемия (повышенное содержание холестерина в крови) повышает уровень клеточных АФК, что приводит к окислению белков, липидов и липопротеинов. Известно, что атерогенез (развитие атеросклероза) модулируется окисленным липопротеином низкой плотности и редокс-зависимыми путями. Поскольку р66Shc участвует в регуляции окислительного стресса, было выдвинуто предположение о связи р66Shc с атерогенезом. Эксперимент на мышах, подверженных высококалорийной диете, показал, что в мутантных по р66Shc мышах уровни окислительного стресса, окисления липопротеинов низкой плотности и образования атероматозных бляшек значительно снижены[17]. Молекулярные механизмы влияния р66Shc на атерогенез были изучены в 2011 году на эндотелиоцитах человека. В этих клетках окисленные липопротеины низкой плотности индуцируют фосфорилирование р66 по остатку серина-36, путём активации киназ PKCβ2 и JNK(см. подраздел "Генерация АФК и запуск апоптоза"). Этот процесс приводит к повышению генерации АФК[18].
- Некоторые заболевания могут приводить к возникновению изменений в метаболизме определённых клеток, которые сохраняются (наследуются) клетками-потомками после курса лечения. В случае сахарного диабета этот эпигенетический импринтинг называют гипергликемической памятью[19]. Одним из первых свидетельств этого явления является исследование, в котором сравнивалась частота встречаемости ретинопатии (частое осложнение сахарного диабета) в трёх группах собак: собак, не страдающих диабетом, собак, страдащих диабетом, и собак, страдавших гипергликемией в течение 2.5 лет с последующей нормализацией уровня глюкозы. Оказалось, что частота встречаемости ретинопатии в последней группе собак схожа с таковой в группе собак-диабетиков[20]. Это наблюдение предположило наличие механизма "метаболической памяти".

Влияние р66Shc на гипергликемическую память было изучено на эндотелиоцитах человека. Было показано, что в клетках, подверженных гипергликемии, даже после нормализации уровня глюкозы сохраняется повышенный уровень экспрессии PKCβ2 и р66Shc. Добавление в систему ингибиторов PKCβ2 делало невозможным активацию (фосфорилирования серина-36) белка р66Shc и приводило к пониженному уровню О2-, что в свою очередь восстанавливало уровень и доступность NO и снижало уровень апоптоза. Нокдаун р66Shc приводил к снижению экспрессии PKCβ2 до нормального уровня, откуда вытекает предположение о необходимости белка р66Shc для повышения уровня экспрессии PKCβ2.
Повышение экспрессии р66Shc было исследовано на уровне транскрипции. Промотор р66Shc был гипометилирован в клетках, подверженных гипергликемии, и этот паттерн пониженного уровня метилирования сохранялся даже после нормализации уровня глюкозы. Таким образом, клетки поддерживали повышенный уровень транскриции р66Shc, что приводило к повышенной экспрессии белка.
Наконец, влияние белка р66Shc на гипергликемическую память было продемонстрировано in vivo на мышах-диабетиках: нокдаун р66Shc приводил к ослаблению эффекта гипергликемической памяти. Даже после восстановления нормального уровня глюкозы эндотелий-зависимая релаксация сосудов была нарушена. При подавлении р66Shc специфичной малой интерферирующей РНК эндотелий-зависимая релаксация восстанавливалась. Нокдаун р66Shc также понижал генерацию супероксид-радикала О2- и высвобождение цитохрома c в цитозоль.